# Bohuslav Kokotek
Bohuslav Kokotek (16. června 1949 Třinec – 24. července 2016) byl evangelický duchovní, publicista, aktivista polské menšiny na Těšínsku a komunální politik.
Po studiích teologie byl 16. září 1973 ordinován duchovním Slezské církve evangelické a. v.; působil mj. ve sborech v Návsí, Třanovicích a Českém Těšíně. Byl seniorem Dolního seniorátu SCEAV.
Byl spoluzakladatelem a předsedou Evangelické společnosti v České republice, založené roku 1991.
Od roku 2014 byl členem rady města Třince, v němž vykonával rovněž funkci předsedy výboru pro národnostní menšiny.
Od roku 1987 byl šéfredaktorem církevního časopisu Přítel lidu – Przyjaciel Ludu. Psal fejetony do měsíčníku Zwrot. Působil v Českém rozhlase Ostrava, kde od roku 1993 až do své smrti vedl pořad Głos Chrześcijan (Hlas křesťanů), vedl rovněž křesťanský pořad v kabelové televizi v Českém Těšíně; spolupracoval s rádiem TWR v Brně a s TV Noe.
Roku 2016 mu polský prezident Andrzej Duda udělil Zlatý záslužný kříž (Złoty Krzyż Zasługi); roku 2019 mu bylo in memoriam uděleno čestné občanství města Třince.